# 2017 dans les chemins de fer
Chronologie des chemins de fer
2016 dans les chemins de fer - 2017 - 2018 dans les chemins de fer

## Événements en France
- 28 avril : réouverture de la ligne de Guingamp à Paimpol[1] (France).
- 29 avril : mise en service de l'extension de la ligne D du tramway de Strasbourg jusqu'à la gare de Kehl en Allemagne.
- 27 mai : création de la marque TGV inOui par la SNCF.
- 1er juillet : mise en service de la ligne 11 du tramway d'Île-de-France entre Épinay-sur-Seine et Le Bourget.
- 2 juillet : ouverture de la LGV Bretagne-Pays de la Loire et de la LGV Sud Europe Atlantique.
- 10 décembre : ouverture aux trains de fret du contournement ferroviaire de Nîmes et de Montpellier.

## Accidents
- 4 janvier : un train de banlieue de New York percute un heurtoir, blessant plus de 100 passagers.
- 14 février : une collision frontale entre un train de voyageurs et un train de fret, à Dudelange (Luxembourg), fait un mort et deux blessés graves.
- 14 décembre : une collision entre un TER et un autocar, sur un passage à niveau à Millas, tue six adolescents.
- 18 décembre : un train déraille près de DuPont (État de Washington), aux États-Unis, en tuant plusieurs de ses passagers ; des voitures dudit train ont également terminé leur course sur une autoroute en contrebas d'un pont de la voie ferrée, en blessant des automobilistes.

## Transports en commun dans le monde

### Nouvelles lignes et nouveaux réseaux inaugurés en 2017
De nouveaux réseaux de transport en commun sont entrés en service en 2017  :
- Métro
  - Hyderabad (Inde) : Ligne 1 Miyapur - Ameerpet (13 km) & Line 3 Ameerpet - Nagole (17 km)
  - Lucknow (Inde) : Ligne Charbagh - Transport Nagar (8.5 km)
  - Cochin (Inde) : Ligne 1 Aluva – Palarivattom (13 km)
  - Shijiazhuang (Chine) : Ligne 1 Xiwang - Xiaohedadao (23.9 km) and Line 3 Shierzhong - Shijiazhuang (6.4 km)

- Tramway
  - Luxembourg (Luxembourg ) : Ligne T1 Luxexpo - Pafendall-Rout Bréck (3.5 km)
  - Grenade (Espagne) : Ligne Albolote - Armilla (15.9 km)
  - Wuhan (Chine) : Ligne T1 Chelun Square - Deshenggang (16.8 km)
  - Sidi Bel Abbès (Algérie) : Ligne T1 Gare - Gare Routière Sud (14.5 km)
  - Izmit (Turquie) : Ligne Akçaray SekaPark - Otogar (7.2 km)
  - Izmir (Turquie) : Ligne Karsiyaka Tram Mavisehir - Alaybey (8.8 km)
  - Detroit (Etats-Unis) : Ligne Q  Congress Street - Grand Blvd (5.3 km)
  - Samarcande (Ouzbekistan) : Ligne 1 Temir Yo'l Vokzali - Sartepa Massivi (6.4 km)

Dans les réseaux de transport en commun existants les nouvelles lignes suivantes ont été inaugurées  en 2017 : 
- Métro[2]  : 
  - Pékin (Chine) : Ligne Mentougou Line (Maglev) Pingguoyuan - Shimenying (9.8 km)
  - Nanning (Chine) : Ligne 2 Xijin - Yudong (21 km)
  - Guangzhou (Chine) : Ligne 9 Gaozeng - Fei'eling (20.1 km)
  - Guangzhou  (Chine) : Ligne 13 Yuzhu - Xinsha (27 km)
  - Chongqing (Chine) : Ligne 5 The Expo Garden Center - Dalongshan (17 km)
  - Chongqing  (Chine) : Ligne 10 Wangjiazhuang - Liyuchi (34 km)
  - Wuhan (Chine) : Ligne 8 Jintan Road - Liyuan (16.7 km)
  - Hefei (Chine) : Ligne 2 Nangang - Sanshibu (30 km)
  - Qingdao (Chine) : Ligne 2 Zhiquanlu - Licun Gongyuan (21.2 km)
  - Chengdu (Chine) : Ligne 7 Chengdu North Railway Station - Chengdu South Railway Station (38.6 km)
  - Nankin (Chine) : Ligne S3 Nanjing South Railway Station - Gaojiachong (37,5 km)
  - Nanchang (Chine) : Ligne 2 Metro Central - Nanlu (19.6 km)
  - Chengdu (Chine) : Ligne Line 10 Taipingyuan - Airport Terminal 2 (10.9 km)
  - Suzhou (Chine) : Ligne 4 Longdaobang - Tongli (42 km) + branch Hongzhuang - Muli (10.8 km)
  - Harbin (Chine) : Ligne 3 Yidaeryuan - Harbinxizhan (4 km)
  - Nankin (Chine) : Ligne 4 Longjiang - Xianlinhu (33.8 km)
  - Delhi (Inde) : Ligne Magenta  Kalkaji Mandir - Botanical Garden (12.6 km)
  - Istanbul (Turquie) : Ligne M5 Üsküdar - Yamanevler (10.5 km)
  - Ankara (Turquie) : Ligne M4 Atatürk Kültür Merkezi - Sehitler-Gazino (9,2 km)
  - Santiago (Chine) : Ligne L6 Cerrillos - Los Leones (15.3 km)
  - Séoul (Corée du Sud) : Ligne LRT Sinseol-dong - Bukhansan Ui (11.4 km)
  - Téhéran (Iran) : Ligne 7 Meydan-e San'at- Basij (22 km - 7 stations)
  - Machhad (Iran) : Ligne 2 Shohada - Kashfrood (8 km)
  - Bilbao (Espagne) : Ligne 3 Matiko - Kukullaga (5.9 km)
  - Taipei / Taoyuan (Formose) : Ligne Airport MRT Taipei Main Station - Taoyuan International Airport - Huanbei (51,5 km)

- RER[2]  : 
  - Shanghai (Chine) : Ligne 17 Hongqiao Railway Station - Oriental Land
  - Nankin (Chine) : Ligne S9 Xiangyulunan - Gaochun (51.7 km)
  - Guangzhou (Chine) : Ligne 14 Xinhe - Zhenlong (21.9 km)
  - Wuhan (Chine) : Ligne Yangluo  Houhu Boulevard - Jintai (35 km)

- Tramway[2]  :
  - Nankin (Chine) : Ligne Qilin  Maqun - Shiyang Road (9 km)
  - Shenzhen (Chine) : Ligne Longhua Tram (11.3 km)
  - Zhuhai (Chine) : Ligne Shangchong - Haitian Garden (8.9 km)
  - Paris (France) : Ligne T11 Epinay-sur-Seine - Le Bourget (10.6 km)
  - Denver (Etats-Unis) : Ligne R Nine Mile - Peoria (16.8 km)

|               | Métro            | Métro            | RER              | RER              | Tramway          | Tramway          |
| ------------- | ---------------- | ---------------- | ---------------- | ---------------- | ---------------- | ---------------- |
|               | Nouveaux réseaux | Nouvelles lignes | Nouveaux réseaux | Nouvelles lignes | Nouveaux réseaux | Nouvelles lignes |
| Afrique       |                  |                  |                  |                  | 1                | 1                |
| Algérie       |                  |                  |                  |                  | 1                | 1                |
| Amérique      |                  | 1                |                  |                  | 1                | 2                |
| Chili         |                  | 1                |                  |                  |                  |                  |
| Etats-Unis    |                  |                  |                  |                  | 1                | 2                |
| Asie          | 6                | 27               |                  | 4                | 3                | 6                |
| Chine         | 3                | 19               |                  | 4                | 2                | 5                |
| Corée du Sud  |                  | 1                |                  |                  |                  |                  |
| Formose       |                  | 1                |                  |                  |                  |                  |
| Inde          | 3                | 4                |                  |                  |                  |                  |
| Iran          |                  | 2                |                  |                  |                  |                  |
| Ouzbekistan   |                  |                  |                  |                  | 1                | 1                |
| Europe        |                  | 3                |                  |                  | 5                | 6                |
| Danemark      |                  |                  |                  |                  | 1                | 1                |
| Espagne       |                  | 1                |                  |                  | 1                | 1                |
| France        |                  |                  |                  |                  |                  | 1                |
| Luxembourg    |                  |                  |                  |                  | 1                | 1                |
| Turquie       |                  | 2                |                  |                  | 2                | 2                |
| Total général | 6                | 31               |                  | 4                | 10               | 15               |

### Nombre de kilomètres de voie ajoutés en 2017
| Pays          | Métro  | RER   | Tramway | Total  |
| ------------- | ------ | ----- | ------- | ------ |
| Afrique       |        |       | 14,5    | 14,5   |
| Algérie       |        |       | 14,5    | 14,5   |
| Amérique      | 52,2   | 0     | 31,8    | 84     |
| Brésil        | 16,3   |       | 7,9     | 24,2   |
| Canada        | 8,6    |       |         | 8,6    |
| Chili         | 15,3   | 0     |         | 15,3   |
| Etats-Unis    | 12     |       | 23,9    | 35,9   |
| Asie          | 934,8  | 143,3 | 62,1    | 1140,2 |
| Chine         | 643,5  | 143,3 | 54,6    | 841,4  |
| Corée du Sud  | 19,4   |       |         | 19,4   |
| Formose       | 51,5   |       |         | 51,5   |
| Inde          | 86,8   |       |         | 86,8   |
| Iran          | 72,7   |       |         | 72,7   |
| Ouzbekistan   |        |       | 6,4     | 6,4    |
| Singapour     | 28,5   |       |         | 28,5   |
| Sri Lanka     | 30     |       |         | 30     |
| Taïwan        |        |       | 1,1     | 1,1    |
| Thaïlande     | 2,4    |       |         | 2,4    |
| Europe        | 57,7   | 8,4   | 88,9    | 155    |
| Allemagne     | 1,2    |       | 6,2     | 7,4    |
| Autriche      | 4,6    |       | 3       | 7,6    |
| Belgique      |        |       | 4,8     | 4,8    |
| Danemark      |        |       | 6,5     | 6,5    |
| Espagne       | 5      | 1     | 15,9    | 21,9   |
| Estonie       |        |       | 2       | 2      |
| Finlande      | 14     |       |         | 14     |
| France        |        |       | 13,3    | 13,3   |
| Géorgie       | 1      |       |         | 1      |
| Irlande       |        |       | 6       | 6      |
| Italie        | 3,1    |       |         | 3,1    |
| Luxembourg    |        |       | 3,5     | 3,5    |
| Norvège       |        |       | 2,2     | 2,2    |
| Pologne       |        |       | 1,3     | 1,3    |
| Roumanie      | 2,1    |       |         | 2,1    |
| Royaume-Uni   |        |       | 0,7     | 0,7    |
| Russie        | 7      |       | 2       | 9      |
| Suède         |        | 7,4   | 0,6     | 8      |
| Suisse        |        |       | 3,4     | 3,4    |
| Turquie       | 19,7   |       | 16      | 35,7   |
| Ukraine       |        |       | 1,5     | 1,5    |
| Océanie       |        | 0     | 7,3     | 7,3    |
| Australie     |        | 0     | 7,3     | 7,3    |
| Total général | 1044,7 | 151,7 | 204,6   | 1401   |